# 合田雅吏
合田雅吏（1970年1月9日—），日本男演員，出生於日本神奈川縣，身高183cm。現為Stardust Promotion旗下藝人。1995年曾拍攝特攝作品《超力戰隊王連者》，飾演Oh藍（三田裕司）。2009年以《侍戰隊真劍者》作為客串演出，他的角色為「志葉烈堂／初代真劍紅」。

## 外部連結
- MASASHI GODA OFFICIAL WEB SITE